# Österreichische Volkspartei
Die Österreichische Volkspartei (amtliche Bezeichnung, kurz ÖVP; in der Außendarstellung von 2017 bis 2022 auch Die neue Volkspartei, danach Die Volkspartei) ist eine der traditionellen Großparteien Österreichs. Sie vertritt das bürgerliche, konservative Spektrum und gilt traditionell als der Wirtschaft, den Bauern und der römisch-katholischen Kirche nahestehend.
Die ÖVP ist mit ihren neun Landesorganisationen territorial und mit ihren sechs Teilorganisationen (Junge ÖVP, Österreichischer Arbeitnehmerinnen- und Arbeitnehmerbund (ÖAAB), Österreichischer Bauernbund, Österreichischer Seniorenbund, Österreichischer Wirtschaftsbund und ÖVP Frauen) funktional gegliedert, woraus sich Gruppen mit teils widersprüchlichen Interessen innerhalb der Partei ergeben. Eine Mitgliedschaft wird eher ausnahmsweise durch einen direkten Beitritt zur ÖVP erworben, hauptsächlich aber durch Beitritt zu einer der Teilorganisationen, an die jeweils unterschiedlich hohe Gebühren entrichtet werden, und nicht direkt an die Partei. Die Beiträge werden laut Statut zwischen Partei und Teilorganisation aufgeteilt.
Die ÖVP stellte seit 1945 in 15 von 32 Bundesregierungen den Bundeskanzler, von 1945 bis 1970, von 2000 bis 2007 sowie seit 2017 (mit kurzer Unterbrechung durch Expertenregierung Bierlein). ÖVP-Bundeskanzler sind beziehungsweise waren: Leopold Figl, Julius Raab, Alfons Gorbach, Josef Klaus, Wolfgang Schüssel, Sebastian Kurz, Alexander Schallenberg, Karl Nehammer und der aktuelle Amtsinhaber Christian Stocker. Fünf der insgesamt neun Landeshauptleute Österreichs (in Niederösterreich, Oberösterreich, Salzburg, Tirol und Vorarlberg) sind Mitglied der ÖVP; zudem ist sie Teil der Landesregierungen von der Steiermark und Kärnten. Seit der Bundesregierung Vranitzky II (1987) war die ÖVP bis zur Enthebung der Bundesregierung Kurz I im Jahr 2019 ohne Unterbrechung in der Bundesregierung vertreten. Die Volkspartei stellte mit Franz Fischler, Benita Ferrero-Waldner, Johannes Hahn und Magnus Brunner alle österreichischen EU-Kommissare. Mit Kurt Waldheim und Thomas Klestil wurden zwei ihrer Kandidaten zum Bundespräsidenten gewählt und amtierten insgesamt 18 Jahre.

## Grundsätze
Schon bei ihrer Gründung 1945 verstand sich die ÖVP – auch aus den Lehren der Ersten Republik, die in Austrofaschismus und Nationalsozialismus gemündet hatte – als breite bürgerliche Volkspartei, die katholische Soziallehre, Konservatismus und Liberalismus in sich vereinen sollte. Sie unterschied sich von der Vorgängerpartei, der Christlichsozialen Partei (CS), durch das Bekenntnis zur parlamentarischen Demokratie und zur österreichischen Nation. Ihr Nationsbekenntnis knüpfte direkt an jenes der Österreichischen Aktion der Zwischenkriegszeit an.
Das Nahverhältnis zur katholischen Kirche bestand anfangs durch Personal und in der Sozialstruktur weiter, doch ging beispielsweise auch der evangelisch orientierte Landbund (LB) in dieser Partei auf, der in der Ersten Republik noch zum deutschnationalen Lager gezählt hatte. Insgesamt wurde der Fokus auf eine bürgerliche Sammelpartei der Mitte gelegt, was sich auch in der Wahl des Namens widerspiegelte. Obschon der religiöse Bezug in der zweiten Republik nicht mehr im Namen erscheint, um der konsequenten Trennung von Kirche und Staat Rechnung zu tragen, ist die ÖVP bis heute christdemokratischen Werten verbunden, und als solche seit dem EU-Beitritt Österreichs auch Teil der Fraktion der Europäischen Volkspartei (Christdemokraten) im Europaparlament.
Dem Grundsatzprogramm von 1945 (15 Leitsätze) folgte 1972 das Salzburger Programm, das 1985 durch das Zukunftsmanifest ergänzt wurde.
Die Partei war federführend um einen Beitritt zur EU bzw. damals noch EG bemüht und definiert sich in ihrem Selbstverständnis auch heute als pro-europäisch.
Im Grundsatzprogramm von 1995 versuchte die „christdemokratische Partei“ und „Partei der ökosozialen Marktwirtschaft“, den gesellschaftlichen und politischen Entwicklungen Rechnung zu tragen: „Partei des liberalen Rechtsstaats und der offenen Gesellschaft“. Darin wurden von der „Österreichpartei in Europa“ unter anderem folgende Werte vertreten: „Freiheit, Verantwortung, Leistung, Sicherheit und Subsidiarität“, sowie das „Erhalten natürlicher Lebensgrundlagen für die nachfolgenden Generationen“.
Im Jahr 2015 gab sich die Partei ein neues Grundsatzprogramm und Organisationsstatut und spricht von sich als „Neue Volkspartei“.
In diesem sieht sich die ÖVP im politischen Zentrum verankert: „Wir sind die Partei der politischen und gesellschaftlichen Mitte“. Die Volkspartei sieht sich zwar nach wie vor dem christlich-humanistischen Menschenbild verpflichtet, setzt nunmehr aber die verschiedenen Religionen „als Wertequellen“ nahezu gleich; sie stellt sich auch den Möglichkeiten „der Biotechnologie am Beginn des menschlichen Lebens“ und möchte den Menschen nicht vorschreiben, „wie sie zu leben haben“.
Daneben wird die Partei prinzipiell als wirtschaftsnah gesehen. Die ökonomische Figur des ehrbaren Kaufmanns wird aber nicht nur in der Wirtschaft, sondern „in allen gesellschaftlichen Bereichen“ zum Leitbild erhoben. Propagiert wird ein Mittelweg aus Konservatismus und wirtschaftsliberaler Orientierung, mit mehr Eigenvorsorge und weniger „staatlich verbürgter Solidarität“. Die traditionelle Vertretung der ländlichen Bauernschaft – in Abgrenzung zur städtischen Arbeiterschaft durch die Linke – verlor im Laufe der Zeit an Bedeutung.
Die Partei hat keine klassischen Flügel wie andere Parteien, Interessensgruppen finden sich viel mehr in den verschiedenen Bünden. So gilt der Wirtschaftsbund beispielsweise als besonders liberal und auf Wirtschaftsinteressen bestimmt, der Bauernbund als eher wertekonservativ und protektionistisch für Landwirte eingestellt und der Arbeitnehmerbund als sehr mittig und mit der FCG verbunden tendenziell sozialkonservativ.
In ihrem Traditionsbewusstsein gilt die Volkspartei als Verfechterin des Föderalismus, was nicht zuletzt auch auf das starke statutarische und informelle Mitspracherecht der Landesparteien zurückzuführen ist.

## Inhaltliches Profil

### Fiskalpolitik
Im Zuge von Koalitionsverhandlungen im Jänner 2025 sprach sich die ÖVP gegen eine Erhöhung der Bankenabgabe aus. Erbschafts- und Vermögenssteuern werden von der ÖVP ebenso abgelehnt. Bereits 2008 setzte sich die ÖVP für die Abschaffung der früher bestehenden Erbschaftssteuer in Österreich ein.

## Geschichte

### Vorgeschichte
→ Hauptartikel: Christlichsozialen Partei 
Die Vorgängerpartei, die Christlichsoziale Partei (CS), wurde in den frühen 1890er Jahren gegründet und wurde nach einem rasanten Aufstieg zu einer der bedeutendsten Parteien der Österreich-Ungarischen Monarchie. In der Ersten Republik war sie bis 1934 an jeder Bundesregierung beteiligt, stellte ab 1920 meist den Bundeskanzler und ab 1928 auch den Bundespräsidenten. Hochrangige Vertreter der Partei bereiteten den Boden für den Übergang zum autoritären Regime des österreichischen Ständestaats, nach dessen Errichtung sich die Partei zugunsten der Vaterländischen Front auflöste.

### Gründung und Anfänge

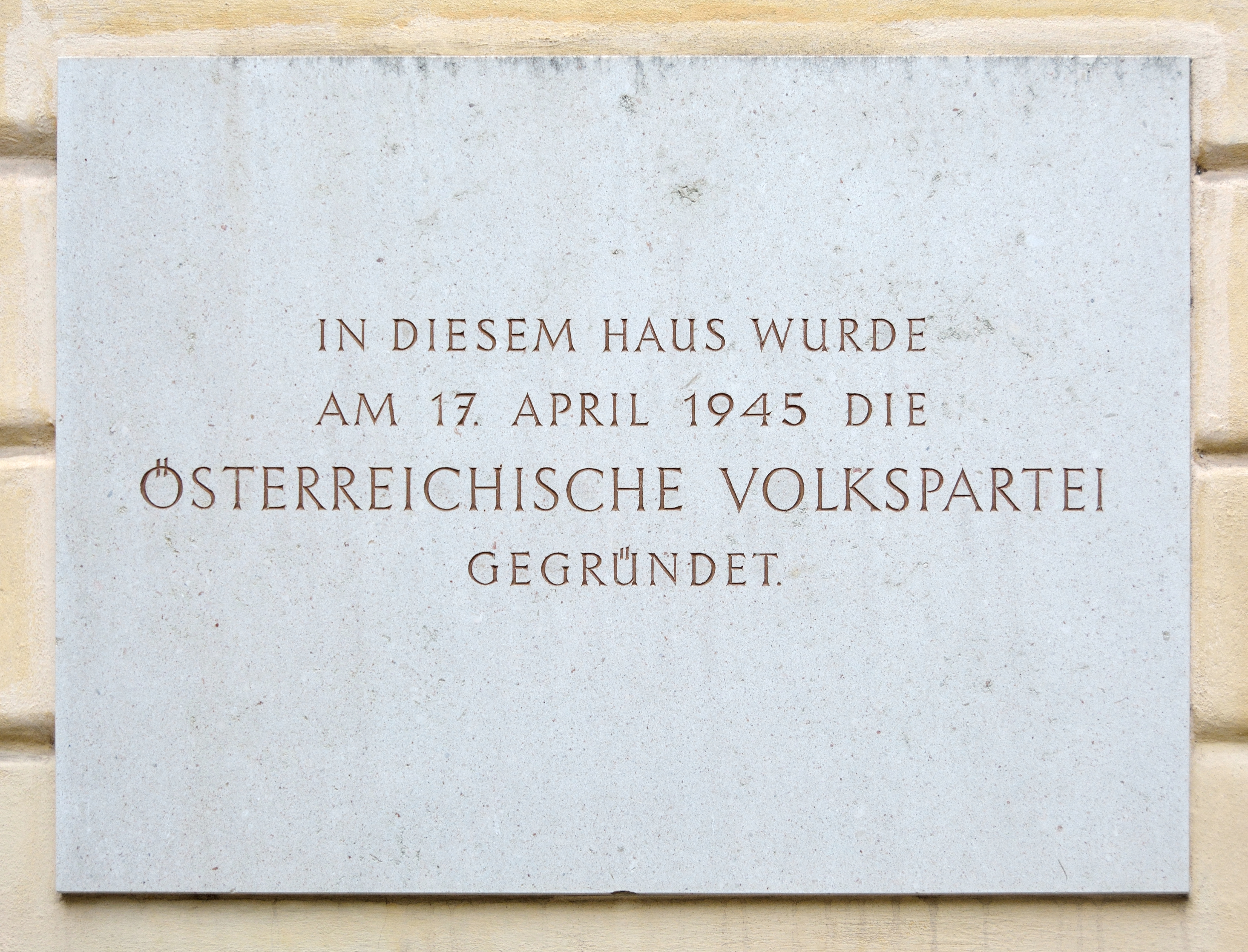
Gedenktafel im Schottenstift

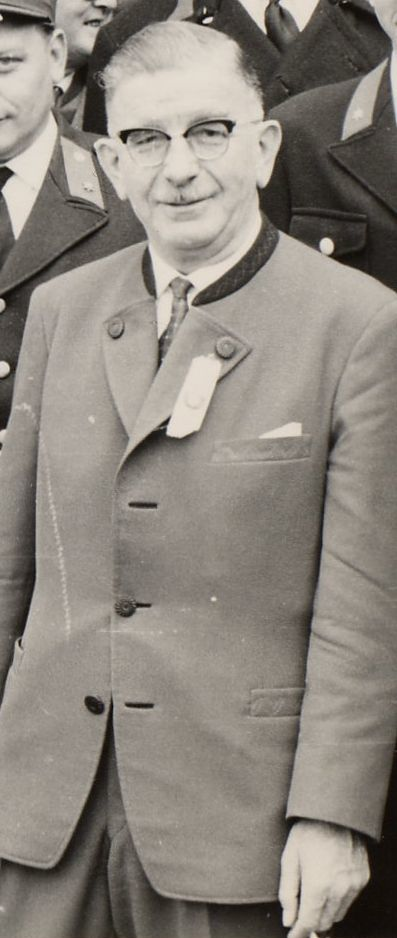
Leopold Figl, Mitbegründer der ÖVP, erster Bundeskanzler der Zweiten Republik, später Außenminister des Staatsvertrags und Landeshauptmann von Niederösterreich

Die ÖVP wurde als inoffizielle Nachfolgepartei der CS am 17. April 1945 im Schottenstift (Schottenhof, 1. Bezirk) in Wien durch Leopold Kunschak (Obmann), Hans Pernter (geschäftsführender Parteiobmann), Lois Weinberger, Leopold Figl, Julius Raab und Felix Hurdes (Generalsekretär) gegründet.
Ein breites Spektrum an Positionen sollte in der Sammelbewegung „Österreichische Volkspartei“ Platz haben. Im Wesentlichen ging es dabei um eine Ausbalancierung zwischen Heimwehr-orientierten „Vaterländischen“, die Anfang der 1930er Jahre, noch auf dem Boden des „Korneuburger Eides“ der Heimwehren, die Demontage des Parlamentarismus in Österreich betrieben hatten, und jenen Christlichsozialen, die sich nun, nach der Zeit des Nationalsozialismus, zur parlamentarischen Demokratie bekannten und dem autoritären Kurs unter Engelbert Dollfuß abgeschworen hatten. In wirtschaftspolitischer Hinsicht vertrat die ÖVP gemäß der katholischen Soziallehre zunächst eine kapitalismuskritische Haltung (vergleichbar mit dem Ahlener Programm der deutschen CDU) und bekannte sich erst ab 1949 eindeutig zu marktwirtschaftlichen Konzepten.
Als Fundament für die neue Partei hat sich eine bündische Struktur etabliert. Noch vor der ÖVP wurden im April 1945 Arbeiter- und Angestelltenbund und Bauernbund (auch als „Wiege der ÖVP“ apostrophiert) gegründet, Anfang Mai der Wirtschaftsbund.
Fünf Tage vor der Gründung der ÖVP war die Rote Armee in Wien einmarschiert. Karl Renner, der schon an der Gründung der Ersten Republik 1918 prominent beteiligt gewesen war, nahm mit Zustimmung Stalins Gespräche mit allen drei Parteien, der neu gegründeten ÖVP, der SPÖ, der er angehörte, und der KPÖ zur Regierungsbildung auf.
Die Regierung, die er als Staatskanzler leitete, umfasste schließlich 29 Mitglieder (Staatssekretäre im Rang heutiger Minister, Unterstaatssekretäre im Rang heutiger Staatssekretäre). Die drei Gründungsparteien der Zweiten Republik waren darin gleichrangig vertreten und kontrollierten sich gegenseitig, weil es noch kein Parlament gab. Der ÖVP standen neun Mitglieder zu, in der Regierungsspitze zunächst Parteiobmann Kunschak, bald schon Figl (als Staatssekretär ohne Geschäftsbereich). Die ÖVP hatte sich in dieser Regierung die Wirtschaftsressorts gesichert: Handel und Verkehr, Landwirtschaft und ab 26. September das Außenamt.
Mitte Juni formulierte die Bundes-ÖVP ihre „15 programmatischen Leitsätze“, im September vollzog sie den Generationenwechsel an ihrer Spitze: Figl wurde Bundesparteiobmann, Kunschak Ehrenobmann.
Am 20. Oktober 1945 wurde die Regierung Renner durch die Westalliierten anerkannt. Kurz darauf schrieb sie Wahlen zum Nationalrat aus. Im Wahlkampf positionierte sich die ÖVP als „die österreichische Partei“ mit den Staatsfarben, im Pionier- und Aufbaugeist, dezidiert antimarxistisch. Mit 49,8 Prozent der gültigen Stimmen und 85 Mandaten errang die ÖVP die absolute Mehrheit. Leopold Figl bildete auf Basis dieses Wahlergebnisses erneut eine Konzentrationsregierung (statt einer möglichen Alleinregierung), der neben sieben ÖVP-Mitgliedern fünf SPÖ-Mitglieder angehörten (Vizekanzler: Adolf Schärf), aber nur mehr ein KPÖ-Mitglied.
Der erste Bundesparteitag der ÖVP fand am 18. April 1947 im Wiener Konzerthaus statt. Die ÖVP stellte dabei klar fest, dass sie eine neue Partei sei und keine Nachfolgepartei. Sie definierte sich als Partei des Solidarismus. Der Solidarismus will keine Gleichschaltung, keine rote und keine braune, keine geistige, keine soziale und keine politische, nein, er fußt aber auf dem Grundsatz der selbstverständlichen Freiheit des Individuums unter Berücksichtigung aber der heiligen Verpflichtung jedes einzelnen Menschen, dem Nächsten das gleiche Recht zuzubilligen, das er für sich selbst in Anspruch nimmt (Leopold Figl). Bei diesem Parteitag wurde Leopold Figl zum Bundesparteiobmann gewählt. Unter den 15 Mitgliedern des Bundesparteivorstandes waren zehn, die während der NS-Zeit in Konzentrationslagern saßen. Die restlichen fünf hatten zum Teil schwere Nachteile, mussten die Heimat verlassen oder den Beruf aufgeben.
Bei der Nationalratswahl am 9. Oktober 1949 verloren sowohl ÖVP als auch SPÖ deutlich an Stimmenanteilen: die ÖVP rund fünf Prozent, die SPÖ rund sechs Prozent. Dagegen schaffte der neu gegründete Verband der Unabhängigen (VdU), Sammelbecken des „nationalen, dritten Lagers“ mit 11,6 Prozent der Stimmen auf Anhieb den Einzug in den Nationalrat (mit nationalem Lager sind in Österreich stets die Deutschnationalen gemeint). Leopold Figl bildete daraufhin seine zweite Koalitionsregierung mit der SPÖ unter Adolf Schärf.

### Der „Raab-Kamitz-Kurs“

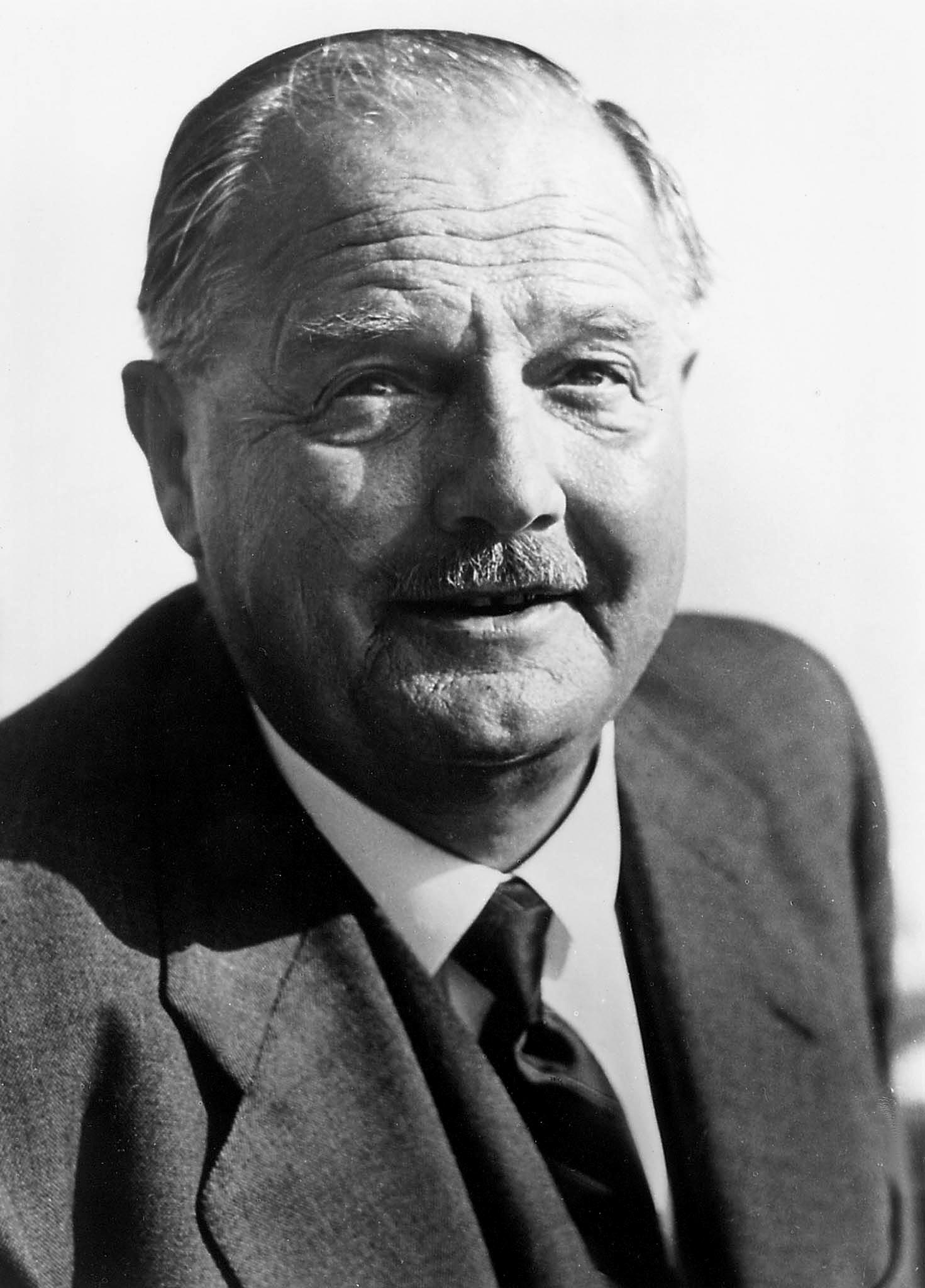
Julius Raab

Nach der Niederlage des ÖVP-Kandidaten Heinrich Gleißner bei der ersten Volkswahl des Bundespräsidenten im Mai 1951 kam es in der ÖVP zu intern vorgetragener offener Kritik an der Parteiführung und schließlich zur sukzessiven Übernahme der Parteiführung durch den Wirtschaftsflügel um Julius Raab (1891–1964). Im Juni 1952 wurde Raab zum geschäftsführenden und Ende Februar 1953 zum Parteiobmann gewählt. Später kam es zu weiteren personellen Änderungen in der Regierung (siehe Kabinette Raab I und II) und zu einer Stärkung der „Vaterländischen“ in der ÖVP zu Lasten der christlichsozialen Richtung.
Das Wirtschaftsprogramm von Finanzminister Reinhard Kamitz war ausgerichtet auf Sparsamkeit und eine harte Schilling-Währung. Die SPÖ versagte ihre Zustimmung. So kam es zur vorgezogenen Nationalratswahl am 22. Februar 1953, bei denen die ÖVP abermals deutlich verlor und stimmenmäßig hinter die SPÖ zurückfiel. Aufgrund des Wahlrechtes hatte sie jedoch einen Vorsprung von einem Mandat gegenüber der SPÖ. Bundespräsident Körner beauftragte Raab mit der Regierungsbildung, am 2. April 1953 trat die ÖVP-SPÖ-Regierung Raab-Schärf ihr Amt an.
Die Umsetzung der wirtschaftlichen Anliegen der ÖVP geschah im Aufbau der Sozialen Marktwirtschaft unter Kamitz bei dem Versuch einer gleichzeitigen Sanierung des Staatshaushaltes durch Sparsamkeit und Investitionsförderung der Konsumgüterproduktion (nach dem propagierten Motto: „Zuerst verdienen, dann ausgeben“: der „Raab-Kamitz-Kurs“). Jahrzehnte später kritisierte die ÖVP unter Hinweis auf den sparsamen Kamitz, der einen weitgehend ausgeglichenen Staatshaushalt propagiert hatte, die Schuldenpolitik Bruno Kreiskys bzw. der SPÖ.
1955 führte die Regierung Raab-Schärf Verhandlungen in Moskau, bei denen der Legende nach die trinkfesten Österreicher Raab und Figl die sowjetische Delegation „unter den Tisch soffen“ („Jetzt noch d' Reblaus, dann san s’ waach!“ zitierte eine deutsche Zeitung in einer Karikatur). Die Regierung versprach der Sowjetunion eine Neutralität nach Schweizer Muster.
Daraufhin konnte am 15. Mai 1955 im Schloss Belvedere in Wien der Staatsvertrag mit den vier Besatzungsmächten unterzeichnet werden, die noch im gleichen Jahr Österreich verließen. Außenminister Leopold Figl, den Staatsvertrag auf dem Balkon des Schlosses Tausenden freudestrahlenden Landsleuten zeigend, ist seither in jedem österreichischen Geschichtsbuch abgebildet. Sein gerührter Ausruf „Österreich ist frei!“ fiel in Wirklichkeit im Saal, da es auf dem Balkon kein Mikrofon gab.
Bei vorgezogenen Neuwahlen am 13. Mai 1956 erhielt die ÖVP 45,96 Prozent der Stimmen (plus 4,7 Prozentpunkte) und 82 Mandate; die SPÖ erhielt 74 Mandate. Die Regierung wurde wiederum mit der SPÖ gebildet. Als im Herbst 1956 die Ungarische Revolution von der Roten Armee blutig niedergeschlagen wurde, ließ die ÖVP-geführte Regierung keine Zweifel daran aufkommen, dass die Verfolgung ungarischer Flüchtlinge auf österreichisches Gebiet durch fremde Soldaten nicht toleriert werden würde. Das eben erst entstandene Bundesheer wurde an die Grenze zu Ungarn beordert. Flüchtende Ungarn wurden mit offenen Armen aufgenommen.
Bei der Wahl zum Bundespräsidenten 1957 unterlag der ÖVP-Kandidat Wolfgang Denk knapp Vizekanzler Adolf Schärf. In ihrem Grundsatzprogramm „Was wir wollen“ von 1958 betonte die ÖVP unter ihren zentralen Punkten die Bildung, die Familie, das eigene Heim für jede Familie, propagierte ein „Volk von Eigentümern“ und sah die „wirtschaftliche Zukunft Österreichs in Europa“.
Bei der Nationalratswahl 1959 wurde die Krise der ÖVP sichtbar: Wieder fiel die ÖVP stimmenmäßig hinter die SPÖ zurück, hatte jedoch einen Vorsprung von einem Mandat. Es kam neuerlich zu einer großen Koalition unter Julius Raab; Vizekanzler war seit 1957 und blieb bis 1966 Bruno Pittermann (SPÖ).
Mit der „Neuen Österreichischen Gesellschaft“ entstand unter Josef Krainer senior und Karl Gruber die erste große Reformbewegung innerhalb der ÖVP. Diese Phase der Erneuerung führte zur Ablösung von Raab. Neuer Bundesparteiobmann war ab 1960 Alfons Gorbach; er wurde am 11. April 1961 auch Bundeskanzler.
Bei der Nationalratswahl 1962 gewann die ÖVP zwei Mandate hinzu. Am 2. April 1964 übernahm Josef Klaus als Bundeskanzler die Regierungsgeschäfte. Am 22. Oktober 1965 scheiterten die Budgetverhandlungen im Ministerrat der Großen Koalition. Daraufhin wurde die Nationalratswahl auf den 6. März 1966 vorgezogen.

### Die ÖVP-Alleinregierung Klaus 1966–1970

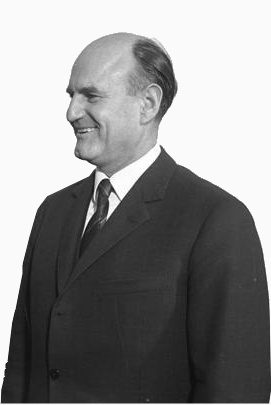
Josef Klaus

Bei den Nationalratswahlen am 6. März 1966 gewann die ÖVP vier Mandate hinzu und erreichte somit die absolute Mehrheit. Nach kurzen Verhandlungen mit der SPÖ bildete Josef Klaus die erste Alleinregierung der Zweiten Republik (Bundesregierung Klaus II).
Nach 21 Jahren großer Koalition war dies für Österreich ungewöhnlich. An erster Stelle der zu lösenden Probleme nannte Klaus in seiner Regierungserklärung den erfolgreichen Abschluss der Verhandlungen mit der EWG und unternahm erste Schritte zu einem Vertrag. Die ÖVP schlug dem Bundespräsidenten 1966 das erste weibliche Regierungsmitglied seit Gründung der Republik 1918 vor: Sozialministerin Grete Rehor.
1964 kam es außerhalb der Parteien zu einem von Zeitungen unterstützten Rundfunkvolksbegehren. Ziel war, den staatlichen Rundfunk (später: ORF) aus dem Proporz der großen Parteien bzw. aus der Regierungsabhängigkeit zu befreien. Die sehr große Unterstützung, die dieses Volksbegehren vom Volk erhielt, veranlasste die Regierung Klaus bzw. die ÖVP 1967 zu einer Rundfunkreform gemäß den Intentionen des Begehrens.
Dieser Schritt sollte der ÖVP allerdings parteipolitisch schaden: Der neue oppositionelle Herausforderer Klaus’, Bruno Kreisky, war um einiges eloquenter und telegener als der Bundeskanzler. Die vorübergehend von politischer Bevormundung befreiten TV-Journalisten sahen keinen Grund, dies den TV-Zuschauern vorzuenthalten.
1968 sah sich Finanzminister Stephan Koren veranlasst, zur Vermeidung höherer Staatsschulden die Erhöhung einiger Steuern beschließen zu lassen. Die oppositionelle SPÖ hielt diesen Schritt für einen Angriff auf den „kleinen Mann“; sie konnte im Wahlkampf zur Nationalratswahl 1. März 1970 durch das Auftreten gegen die Steuererhöhung punkten und wurde (81 der 165 Sitze) stärkste Partei im nächsten Nationalrat.

### 1970: Die Wende – 17 Jahre Opposition
Der gesellschaftliche Wandel Ende der 1960er Jahre führte in weiterer Folge 1970 zu einem politischen Machtwechsel in Österreich. Bei der Nationalratswahl am 1. März 1970 erhielt die SPÖ eine relative Mehrheit der Stimmen und Mandate, die ÖVP verlor sieben Mandate. Die SPÖ bildete mit Duldung der FPÖ eine Minderheitsregierung, die ÖVP befand sich in der Rolle der Oppositionspartei. Josef Klaus legte den Parteivorsitz zurück. An seine Stelle trat der frühere Vizekanzler Hermann Withalm, der wiederum am 4. Juni 1972 von Karl Schleinzer abgelöst wurde.
Um wieder zur stärksten Kraft zu werden, verfolgte die Volkspartei unter Schleinzer zunächst die Strategie einer gezielten Öffnung nach rechts. Wie schon zu Zeiten Julius Raabs versuchte man, die FPÖ zu „inhalieren“ und ähnlich der deutschen CSU zur alleinigen bürgerlichen Sammlungsbewegung zu werden.
Zu diesem Zweck stellte man zur Nationalratswahl 1971 mit dem prominenten Völkerrechtler Felix Ermacora und dem rechtskonservativen Publizisten Ernst Strachwitz Kandidaten auf, die in nationalen Kreisen Ansehen genossen. Am 10. Oktober 1971 fanden vorgezogene Nationalratswahlen statt, bei denen die SPÖ mit 93 Mandaten die absolute Mehrheit erreichte; die ÖVP kam nur mehr auf 80 Mandate. Schleinzers Kalkül war nicht aufgegangen.
1972 wurde zum „Jahr der Parteiarbeit“ erklärt, in dem auch die Chance einer programmatischen Neuprofilierung genutzt werden konnte. Im beschlossenen „Salzburger Programm“ bekannte sich die ÖVP zu einer „partnerschaftlichen Gesellschaft“, zur ideologischen Selbstverortung als „progressive Mitte“ und „christlichen“ Partei (Fundament der katholischen Soziallehre) und stellte die Person als höchsten Wert in der Politik dar (Menschenbild in der Tradition der ahistorischen christlichen Naturrechtslehre).
Mitten im Nationalratswahlkampf verunglückte am 19. Juli 1975 der Parteiobmann und Spitzenkandidat Karl Schleinzer tödlich. Der Bankmanager Josef Taus wurde zum neuen Parteiobmann gewählt. Die SPÖ unter Bruno Kreisky konnte bei der Nationalratswahl 1975 wieder die absolute Mehrheit erringen. Bei den Nationalratswahlen 1979 verlor die ÖVP erneut Stimmen und drei Mandate.

### Die Renaissance der ÖVP unter Alois Mock

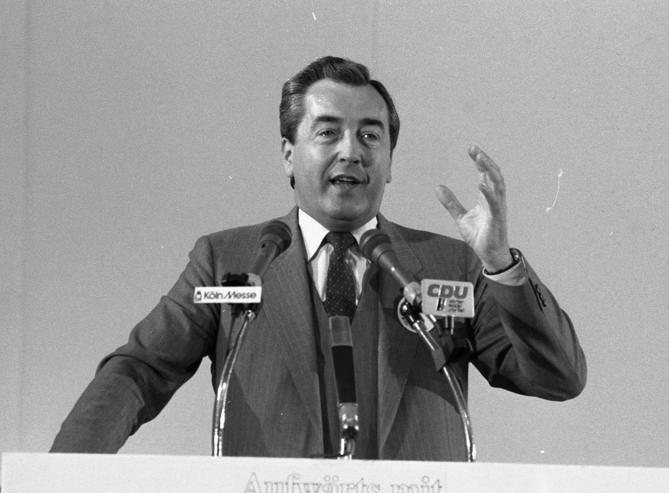
Alois Mock als Gast am CDU-Bundesparteitag 1983

Parteilogo aus den 1980ern

Josef Taus trat am 13. Juni 1979 als Bundesparteiobmann zurück. Ihm folgte Alois Mock nach. Dieser begann eine breit angelegte Parteireform: „Nicht die Wähler, die ÖVP muss sich ändern!“ Als neues Entscheidungsgremium an der Spitze fungierte das Parteipräsidium, zudem wurde das Primat der Gesamtpartei über die Bünde definiert und die Finanzhoheit der Parteizentrale gestärkt. Ein „Mock-Plan“ sah die „Sicherung der Arbeitsplätze“ durch eine „starke Wirtschaft“, durch „weniger Steuern“ und „mehr Kaufkraft“ vor.
Der große Erfolg des ÖVP-Volksbegehrens zur „Erlassung eines Konferenzzentrum-Einsparungsgesetzes“, kurz vor den Wahlen 1983 bekannt gegebene Steuer- und Abgabenbelastungen für breite Bevölkerungsschichten („Mallorca-Paket“), das Anwachsen der Grün-Bewegung sowie die fortgesetzte Krise der Verstaatlichten Industrie führten zum Verlust der absoluten Mandatsmehrheit der SPÖ. Die ÖVP konnte vier Mandate hinzugewinnen. Es kam zur Koalition der SPÖ unter Fred Sinowatz mit der FPÖ.
1986 gewann der ÖVP-Kandidat Kurt Waldheim die Wahlen zum Bundespräsidenten. Daraufhin trat Bundeskanzler Fred Sinowatz zurück, ihm folgte Finanzminister Franz Vranitzky nach. Dieser kündigte nach dem Obmannwechsel in der FPÖ zu Jörg Haider die Koalition auf. Bei den Neuwahlen am 23. November 1986 blieb die ÖVP knapp hinter der SPÖ.

### Große Koalition und EU-Beitritt

Logo der ÖVP von 1995 bis 2017

Nach langen Verhandlungen einigten sich Franz Vranitzky und Alois Mock am 15. Jänner 1987 auf eine gemeinsame Regierung mit jeweils acht Regierungsmitgliedern und einem parteilosen Justizminister. Die vordringlichen Themen dieser Regierung waren Demokratiereform und Europapolitik mit dem Ziel einer Vollmitgliedschaft in der EG/EU. 1989 erzielten die Regierungsparteien Einigung über die weitere Vorgangsweise zum EG-Beitritt.
Innenpolitisch und innerparteilich geriet die ÖVP jedoch in eine Krise, die am 17. Oktober 1989 in der Ablösung von Alois Mock durch Josef Riegler als Bundesparteiobmann und Vizekanzler gipfelte, der das Konzept der Ökosozialen Marktwirtschaft positionierte – eine Art „Versöhnung“ zwischen Ökologie und Ökonomie, die Eingang in das Grundsatzprogramm der Partei fand.
Bei den Wahlen zum Nationalrat am 7. Oktober 1990 verlor die ÖVP 17 Mandate. Ende Juni 1991 löste Erhard Busek Riegler als Parteiobmann ab.
Bei der Volksabstimmung über den EU-Beitritt im Juni 1994 votierte eine klare Zweidrittelmehrheit der österreichischen Wähler für den EU-Beitritt. Am 1. Jänner 1995 trat Österreich gemeinsam mit Schweden und Finnland der Europäischen Union bei.
Die Hoffnung der ÖVP, als erfolgreiche „Europa-Partei“ bei den Wahlen am 7. Oktober 1994 besser abzuschneiden, erfüllte sich dennoch nicht. Sie rutschte auf 27,7 Prozent ab und verlor weitere acht Mandate, auch die SPÖ verlor Stimmen. Die Verluste der beiden Großparteien waren begründet durch den politischen Aufstieg Jörg Haiders. Dessen FPÖ erreichte 22,5 Prozent der Stimmen.
Am 29. November 1994 wurde die Regierung Vranitzky angelobt. Aufgrund der geringen Popularität der Großen Koalition befürchtete man in der ÖVP an die dritte Stelle hinter die FPÖ abzurutschen. Anfang 1995 entbrannte in der ÖVP erneut eine Obmann-Diskussion und eine Diskussion über die Fortführung der Koalition mit der SPÖ. Am 22. April 1995 wurde Wolfgang Schüssel zum Parteiobmann gewählt.

### Die Ära Schüssel – Koalition mit der FPÖ bzw. dem BZÖ

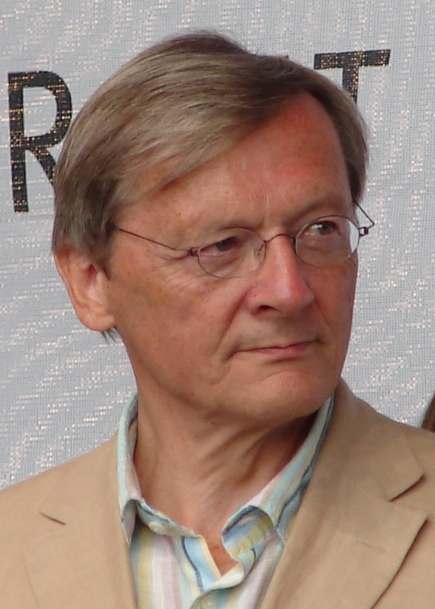
Wolfgang Schüssel, von 1995 bis 2000 Vizekanzler und von 2000 bis 2007 Bundeskanzler von Österreich

Infolge fortdauernden Streits über das Budget kündigte die ÖVP die Koalition auf, verfehlte aber in der Nationalratswahl am 17. Dezember 1995 ihr Ziel. Die ÖVP konnte zwar leicht auf 28,3 Prozent der Stimmen zulegen, blieb jedoch deutlich hinter der SPÖ. Es kam wieder zur Großen Koalition, 1997 wurde Vranitzky von Viktor Klima abgelöst.
Bei der Wahl zum Europaparlament am 13. Oktober 1996 wurde die ÖVP erstmals seit 1966 wieder zur stimmenstärksten Partei Österreichs. Dennoch fiel die ÖVP bei den Nationalratswahlen 1999 stimmenmäßig (bei gleicher Anzahl an Mandaten) knapp hinter die FPÖ zurück. Schüssel hatte im Wahlkampf angekündigt, dass die ÖVP als drittstärkste Kraft in Opposition gehen würde, revidierte aber nach der Wahl diese Aussage. Nachdem lange Verhandlungen mit der SPÖ gescheitert waren, kam die ÖVP im Jänner 2000 mit der FPÖ überein, die neue Regierung zu bilden. Die Regierungsbeteiligung der FPÖ führte innenpolitisch zu harscher Kritik und außenpolitisch zu den Sanktionen der EU-XIV gegen Österreich. Es kam in der Folge auch zu Austritten aus der ÖVP, unter anderem von Eva Petrik und Hermann Lein.
2002 traten wegen großer Konflikte zwischen dem in der Regierung vertretenen liberaleren Flügel und den Anhängern Jörg Haiders zwei Regierungsmitglieder der FPÖ und der FPÖ-Klubobmann zurück. Es kam zu vorgezogenen Neuwahlen am 24. November 2002, bei denen die ÖVP einen großen Wahlerfolg erzielte: Sie gewann rund 15 Prozent hinzu und wurde mit 42,3 Prozent der Stimmen zum ersten Mal seit 1966 wieder stärkste Partei. Wiederum bildeten ÖVP und FPÖ, die stark an Stimmen verloren hatte, eine Koalition.
Im April 2005 kam es beim Koalitionspartner FPÖ zu einer Parteispaltung: Während die Gruppe um Heinz-Christian Strache, Andreas Mölzer und Ewald Stadler gegen einen Verbleib in der Regierung eintrat und in der Folge eine „neue“ FPÖ anstrebte, traten die regierungstreuen Mitglieder um Jörg Haider und Hubert Gorbach aus der Partei aus und gründeten das „Bündnis Zukunft Österreich“. Die ÖVP setzte daraufhin die Koalition mit dem BZÖ fort.
2005 feierte die ÖVP ihr 60-jähriges Bestehen. Davon war sie, meistens in einer Koalition, 44 Jahre in der Bundesregierung vertreten. Schüssel führte die ÖVP auch in die Nationalratswahlen 2006, wo sie aber massiv verlor und mit 34,33 Prozent wieder als zweitstärkste Partei hinter die SPÖ rutschte.

### Neuerlich Große Koalition mit der SPÖ
Die Verhandlungen mit der SPÖ dauerten unter der Führung von Wolfgang Schüssel über drei Monate. Am 9. Jänner 2007, zwei Tage vor Angelobung der neuen Bundesregierung, trat Schüssel als Bundesparteiobmann der ÖVP zurück. Der Parteivorstand bestellte Wilhelm Molterer zum provisorischen Nachfolger. Am 21. April 2007 fand in Salzburg ein Parteitag statt, auf dem Molterer mit rund 97 Prozent der Stimmen zum Nachfolger Schüssels gewählt wurde. Molterer hatte seit dem 11. Jänner 2007 unter Kanzler Gusenbauer sowohl das Amt des Vizekanzlers als auch das Finanzressort inne. Im Regierungsprogramm des Kabinetts Gusenbauer I konnte sich in der Auffassung einiger Zeitungskommentatoren die ÖVP in vielen Themenbereichen durchsetzen (z. B. in Fragen der Eurofighter-Beschaffung, Beibehaltung der Studiengebühren).
Im April 2007 war die ÖVP die erste österreichische Partei, die Blogger zu ihrem Bundesparteitag (der 33., er fand in Salzburg statt) einlud und sie als Journalisten akkreditierte.
Ende Juni 2008 gaben der designierte Parteivorsitzende der SPÖ, Werner Faymann, und Alfred Gusenbauer in einem Leserbrief an die Neue Kronen Zeitung kund, künftig über EU-Verträge Volksabstimmungen abhalten zu wollen.
In weiterer Folge nahm dies Wilhelm Molterer am 7. Juli 2008 zum Anlass, sofortige Neuwahlen zu fordern; die SPÖ stimmte zu. Wilhelm Molterer trat bei den Wahlen als Spitzenkandidat der ÖVP an.
Bei der Nationalratswahl am 28. September 2008 fuhr die ÖVP starke Verluste ein und blieb erneut zweitstärkste Kraft hinter der SPÖ. Wilhelm Molterer erklärte daraufhin seinen Rücktritt und schlug den bisherigen Umwelt- und Landwirtschaftsminister Josef Pröll, Neffe des niederösterreichischen Landeshauptmannes Erwin Pröll, als seinen Nachfolger und geschäftsführenden Bundesparteiobmann vor.
Pröll wurde am 28. November 2008 beim Parteitag mit 89,6 Prozent der Delegiertenstimmen zum bis dahin jüngsten Bundesparteiobmann der ÖVP gewählt.
Bereits vor der Wahl von Pröll zum neuen Bundesparteiobmann hatte sich dieser mit Werner Faymann von der SPÖ auf eine Neuauflage der Großen Koalition mit Faymann als Bundeskanzler geeinigt. Der ÖVP wurden die Ministerien für Finanzen, Inneres, Justiz, Wirtschaft, Wissenschaft, Landwirtschaft und Außenpolitik zugesprochen; Pröll wurde Finanzminister und Vizekanzler.
In den Umfragen lag die ÖVP unter Pröll zunächst auf dem ersten Platz, bis die in den Mittelpunkt der medialen Berichterstattung gelangten Skandale der schwarz-blauen Ära (BUWOG-Affäre, Eurofighter-Affäre, Telekom-Affäre, Ernst Strasser) dem Aufschwung ein Ende setzten. Am 13. April 2011 erklärte Josef Pröll aus gesundheitlichen Gründen seinen Rücktritt von allen politischen Ämtern.
Ihm folgte als Parteiobmann Außenminister Michael Spindelegger vom Arbeiter- und Angestelltenbund der Partei, der bei den Nationalratswahlen 2013 die ÖVP mit 24 Prozent aber wieder nur auf den zweiten Platz führte. Er wechselte vom Außen- ins Finanzministerium, sah sich jedoch rasch massiver innerparteilicher Kritik vor allem aus den westlichen Bundesländern und dem Wirtschaftsbund ausgesetzt. Er trat daher im August 2014 zurück; sein Nachfolger als Parteiobmann und Vizekanzler wurde Wirtschafts- und Wissenschaftsminister Reinhold Mitterlehner, der einen umfassenden Parteireformprozess ankündigte.
Mitte April 2015 feierte die Partei im Schottenstift ihren 70-jährigen Bestand bei einer Messe und einem Festakt. Auf dem Parteitag am 12. und 13. Mai 2015 wurde ein neues Grundsatzprogramm beschlossen, welches den Endpunkt von „Evolution Volkspartei“ darstellt. Bei den Landtagswahlen des Jahres 2015 gab es durchwegs deutliche Stimmenverluste für die ÖVP. Im Burgenland musste sie die Landesregierung verlassen und einer rot-blauen Koalition Platz machen. In der Steiermark wurde sie zwar nur zweitstärkste Partei, errang mit Hermann Schützenhöfer aber wieder den Posten des Landeshauptmanns. In Oberösterreich verlor sie zwar an Stimmen, Josef Pühringer blieb jedoch Landeshauptmann und gewann anstelle der Grünen mit der FPÖ einen neuen politischen Kooperationspartner.
Besonders schmerzlich waren die Verluste in der Bundeshauptstadt Wien, wo nach dem Fall in die Einstelligkeit der bisherige Generalsekretär Gernot Blümel neuer Parteiobmann wurde. Bei der Bundespräsidentenwahl in Österreich 2016 erlitt der ÖVP-Kandidat Andreas Khol mit 11,12 Prozent im ersten Wahlgang eine schwere Niederlage und konnte sich nicht für den zweiten Wahlgang qualifizieren. Die Volkspartei gab für die Stichwahl zwischen Norbert Hofer (FPÖ) und Alexander Van der Bellen (Grüne) keine Wahlempfehlung ab.

### Ära Kurz: „Die neue Volkspartei“ – Koalition mit FPÖ und Die Grünen
Am 15. Mai 2017 trat Reinhold Mitterlehner als Bundesparteiobmann der ÖVP und Vizekanzler zurück. Als designierter ÖVP-Obmann forderte Sebastian Kurz in den Tagen dazwischen, die ÖVP solle sich ganz auf ihn zuschneiden, sonst trete er ab. Er zielte damit de facto auf die Abschaffung der ÖVP in ihrer bisherigen Form. Zu seinen Forderungen gehörte: das alleinige Recht zur Ernennung des Generalsekretärs sowie der Minister der Partei, ein Vetorecht für die Kandidatenlisten der Bundesländer und der Aufnahme dieser Neuerungen in das Parteistatut. Der ÖVP-Vorstand akzeptierte sämtliche Bedingungen. Kurz ließ sich für sie auch das Recht auf Aufstellung parteiunabhängiger Kandidaten zusichern. Auf Grund der weitreichenden Befugnisse für den Parteiobmann sprachen österreichische Kommentatoren von einer „Abschaffung der innerparteilichen Demokratie“. Die Wahlpartei der ÖVP für die Nationalratswahl 2017 trug den Namen Liste Sebastian Kurz – Die neue Volkspartei (ÖVP). Im Mai 2017 wurde Elisabeth Köstinger als neue Generalsekretärin und türkis als die neue politische Farbe der Partei vorgestellt.
Im Rahmen des Wahlkampfes klagte die ÖVP über gezielte Negativkampagnen der SPÖ über Facebook-Seiten oder diverse der SPÖ nahestehende Internetseiten (wie den Kontrast-Blog oder Politiknews). Im weiteren Verlauf kam es zu den Enthüllungen der Silberstein-Affäre. Bei den Nationalratswahlen am 15. Oktober 2017 wurde die ÖVP erstmals seit 2002 mit 31,5 Prozent wieder stimmenstärkste Partei vor der SPÖ und der FPÖ.
Nach dem Abschluss der Sondierungsgespräche mit den anderen vier Parlamentsparteien verkündete Sebastian Kurz am 24. Oktober, mit der FPÖ Koalitionsverhandlungen aufnehmen zu wollen.
Am 18. Dezember 2017 wurde die türkis-blaue Bundesregierung Kurz I von Bundespräsident Alexander Van der Bellen ernannt und angelobt. Am 18. Mai 2019 kündigte Kurz wegen der „Ibiza-Affäre“ um FPÖ-Vizekanzler Strache vorgezogene Neuwahlen an. Da Innenminister Herbert Kickl auf Vorschlag des Bundeskanzlers aus der Regierung entlassen wurde, zog die FPÖ auch ihre übrigen Minister aus der Bundesregierung ab.
Die ÖVP-geführte Minderheitsregierung wurde am 27. Mai 2019 im Parlament mit den Stimmen der SPÖ, der FPÖ und der Liste Jetzt gestürzt und vom Bundespräsidenten daraufhin am 3. Juni die Bundesregierung Bierlein als Übergangsregierung angelobt.
Für den Wahlkampf 2019 kündigte die ÖVP im August des Jahres an, ganz auf Spenden zu verzichten. Im September 2019 veröffentlichte Der Falter Unterlagen, die dem Medium nach einem nachweislichen Hackerangriff zugespielt wurden, wonach die ÖVP 2017 erneut vorsätzlich die gesetzliche Wahlkampfkostenobergrenze von 7 Millionen Euro überschritten habe. Tatsächlich habe sie 13 Millionen Euro für die Wahl ausgegeben. Unzulässig hohe Spenden seien durch Stückelung verdeckt worden und die veröffentlichte Spendenliste sei unvollständig. Die ÖVP klagte aufgrund dieser Affäre den Falter wegen fehlerhafter Berichterstattung und verfälschter Unterlagen. In zentralen Punkten wies das Gericht die Klage der ÖVP ab und beurteilte die Darstellung des Falters als zulässig. In Teilbereichen gab es der ÖVP recht, weshalb der Falter seine Behauptung „die ÖVP will die Überschreitung der Wahlkampfkostenobergrenze vor dem Rechnungshof verbergen oder sinngleiche Behauptungen“ öffentlich widerrufen musste. Das weitere Verfahren wurde von der ÖVP durch alle Instanzen betrieben, im Dezember 2021 urteilte das OGH letztinstanzlich zugunsten des Falters, „dass die ÖVP bewusst geplant habe, die Kosten für den Wahlkampf 2019 zu überschreiten“. Verantwortlicher Generalsekretär war zwischen 2018 und 2020 Karl Nehammer.
Bei den Nationalratswahlen am 29. September 2019 wurde die ÖVP mit 37,5 Prozent (+6,0) klar stärkste Partei und kam in allen Bundesländern bis auf Wien auf eine Mehrheit. Auch in allen Bezirken mit Ausnahme von Linz, Wels und Steyr sowie 18 Wiener Bezirken lag sie vorne. Am 7. Oktober 2019 erteilte Bundespräsident Van der Bellen Kurz den Auftrag zur Regierungsbildung.
Am 7. Jänner 2020 gelobte Bundespräsident Alexander Van der Bellen die türkis-grüne Bundesregierung unter Bundeskanzler Sebastian Kurz an. Die ÖVP stellt in dieser neben dem Kanzler noch 10 Minister und 1 Staatssekretär. Beim Bundesparteitag im August 2021 wurde Kanzler Kurz als Parteichef der Volkspartei in Sankt Pölten mit 99,4 Prozent bestätigt. Neben dem Appell zum Zusammenhalt, dominierten die Themen Entlastung, Arbeit, Ökologisierung, Digitalisierung und Migration den Parteitag.
Die im Oktober 2021 aufgedeckte Umfragen-Affäre stellt eine neuerliche Belastungsprobe für die Partei dar: Infolge dieser Affäre kam es zum Rücktritt von Bundeskanzler Sebastian Kurz, welcher daraufhin für wenige Wochen zum Klubobmann der ÖVP im Nationalrat wurde, bis er sich ganz aus der Politik zurückzog. Im Rahmen seines Rücktritts erklärte er, dass er nach der Geburt seines Sohnes diese Entscheidung getroffen habe und ihn immer mehr das Gefühl begleitete, gejagt zu werden. Er habe sich zudem nur noch gegen Unterstellungen und Verfahren wehren müssen, verweist Kurz auf die Ermittlungen der WKStA. Kurz hielt in seiner Rücktrittsrede außerdem fest, dass seine bisherige politische Begeisterung abgeflacht sei: „Meine Leidenschaft für Politik ist in dieser Phase sicher auch ein Stück weit weniger geworden.“ Er bedankte sich bei der Partei und freue sich „persönlich auf den Tag“, an dem er vor Gericht beweisen könne, dass die Vorwürfe gegen ihn falsch seien. Für die Zeit, als Kurz Klubobmann war, wurde der bisherige Außenminister Alexander Schallenberg zum Bundeskanzler. Nach dem Rücktritt von Kurz kehrte Schallenberg auf seinen alten Posten zurück. Statt ihm wurde am Samstag, dem 6. Dezember 2021 der bisherige Innenminister Karl Nehammer zum Bundeskanzler ernannt.

### ÖVP unter Karl Nehammer
Im Mai 2022, am ÖVP-Parteitag in Graz, wurde Karl Nehammer einstimmig zum Bundesparteiobmann gewählt.
Die Landtagswahlen in Tirol, Niederösterreich und Salzburg brachten 2022/23 zwar deutliche Stimmenverluste, die Landeshauptleute der ÖVP konnten aber ihre Ämter verteidigen. In Kärnten gab es überraschend leichte Zugewinne der Volkspartei.
Bei der Nationalratswahl in Österreich 2024 am 29. September 2024 erhielt die ÖVP mit 26,27 Prozent (−11,19) ihr drittschlechtestes Wahlergebnis bei einer Nationalratswahl und landete hinter der FPÖ auf dem zweiten Platz. Nach der Landtagswahl in Vorarlberg wurde die vierte schwarzblaue Koalition auf Bundesländerebene gebildet, während im Bund Nehammer eine Regierungsbildung mit der FPÖ von Herbert Kickl ablehnte. In der Steiermark eroberte die FPÖ erstmals bei einer Landtagswahl außerhalb Kärntens den ersten Platz, ihr Spitzenkandidat Kunasek wurde am 18. Dezember 2024 Landeshauptmann und steht einer blau-schwarzen Landesregierung vor.
Die ÖVP bezahlte somit einen hohen Preis für ihre dominante Rolle in der Bundesregierung während der Covid-19-Krise, dem Krieg von Russland in der Ukraine, den hohen Energiepreisen, der Inflation, der Rezession und den Problemen der exportorientierten Industriebetriebe. Nach dem Scheitern der Verhandlungen zu einer Koalition aus ÖVP, SPÖ und NEOS trat Nehammer am 5. Jänner 2025 als Bundesparteiobmann zurück, Christian Stocker übernahm zunächst als geschäftsführender Obmann. Dieser gab am 8. Jänner 2025 bekannt, die Einladung von FPÖ-Parteichef Herbert Kickl zu Koalitionsgesprächen anzunehmen, was man im Wahlkampf dezidiert ausgeschlossen hatte. Stocker begründete, dass es nun um Österreich gehe und nicht um persönliche Differenzen. Weiters würden Neuwahlen nichts an der Ausgangssituation verändern und Österreich habe schon genug Zeit verschwendet.
Am 10. Jänner 2025 wurde Alexander Schallenberg als Nachfolger von Nehammer im Bundeskanzleramt angelobt. Die einstweilige Bundesregierung Schallenberg ist weitgehend identisch mit der Bundesregierung Nehammer.

### 2025: Erste Dreierkoalition seit 1947 unter Bundeskanzler Christian Stocker
Am 12. Februar 2025 scheiterten die Verhandlungen mit der FPÖ unter Herbert Kickl aufgrund von verschiedenen Uneinigkeiten. Daraufhin haben sich ÖVP, SPÖ und NEOS dazu entschieden, ein zweites Mal nach der Wahl zu dritt Regierungsverhandlungen aufzunehmen. Am 27. Februar 2025 konnten sich ÖVP, SPÖ und NEOS auf eine Regierung einigen, am 3. März 2025 wurde die Bundesregierung Stocker daraufhin von Alexander Van der Bellen angelobt. Man einigte sich in der Koalition auf fünf Ministerien, das Bundeskanzleramt und drei Staatssekretäre für die ÖVP. Die Volkspartei hat das, für sie wichtige, Innenministerium bekommen, im Gegenzug musste man das Finanzministerium an die SPÖ abgeben. Die ÖVP hat jedoch einen Staatssekretär im Finanzministerium bekommen, die SPÖ im Innenministerium.

## Einfluss
Die ÖVP ist nahezu überall in Österreich vertreten. Besonders hohe Stimmenanteile erreicht sie traditionell in ländlich geprägten Regionen und in den westlichen Bundesländern. In Oberösterreich, Niederösterreich, Tirol und Vorarlberg stellt die ÖVP seit 1945 ununterbrochen den Landeshauptmann, weiters stellte sie im Burgenland von 1945 bis 1964, in Kärnten von 1991 bis 1999, in Salzburg von 1945 bis 2004 sowie wieder seit 2013 und in der Steiermark von 1945 bis 2005 und von 2015 bis 2024 den Landeshauptmann.
Ihre Kernwähler sind traditionell Selbstständige, Unternehmer, Bauern, Beamte und leitende Angestellte. Als föderalistisch aufgebaute Partei ist sie eine mittelbare Partei, das heißt, die Mitgliedschaft wird üblicherweise durch Mitgliedschaft in einer der großen Teilorganisationen, der sogenannten Bünde, die die ÖVP prägen, erworben.
Dazu zählen der Österreichische Arbeiter- und Angestelltenbund (ÖAAB), der Österreichische Wirtschaftsbund (ÖWB) und der Österreichische Bauernbund (ÖBB), die laut Selbstdarstellung weitgehend autonom sind, sowie die Junge ÖVP (JVP), die ÖVP Frauen und der Österreichische Seniorenbund (ÖSB).
2025 entschied das Bundesverwaltungsgericht, dass der Verein Österreichischer Seniorenbund doch kein Teil der ÖVP sei. Der Verein hatte im Zuge der COVID-19-Pandemie in Österreich Förderungen erhalten, obwohl Parteien diese nicht beantragen durften. Das Bußgeld wurde aufgehoben. Die ÖVP benannte zuvor ihre Teilorganisation in ÖVP Senioren um, Seniorenbund heißt nur noch der Verein. Beibehalten wurden bei beiden die Parteifarben und auch die jeweilige Präsidentin Ingrid Korosec.
Viele andere, vor allem katholische Organisationen, wie der Mittelschüler-Kartell-Verband oder der Österreichische Cartellverband, stehen der ÖVP nahe.

## Persönlichkeiten

### ÖVP-Bundespräsidenten

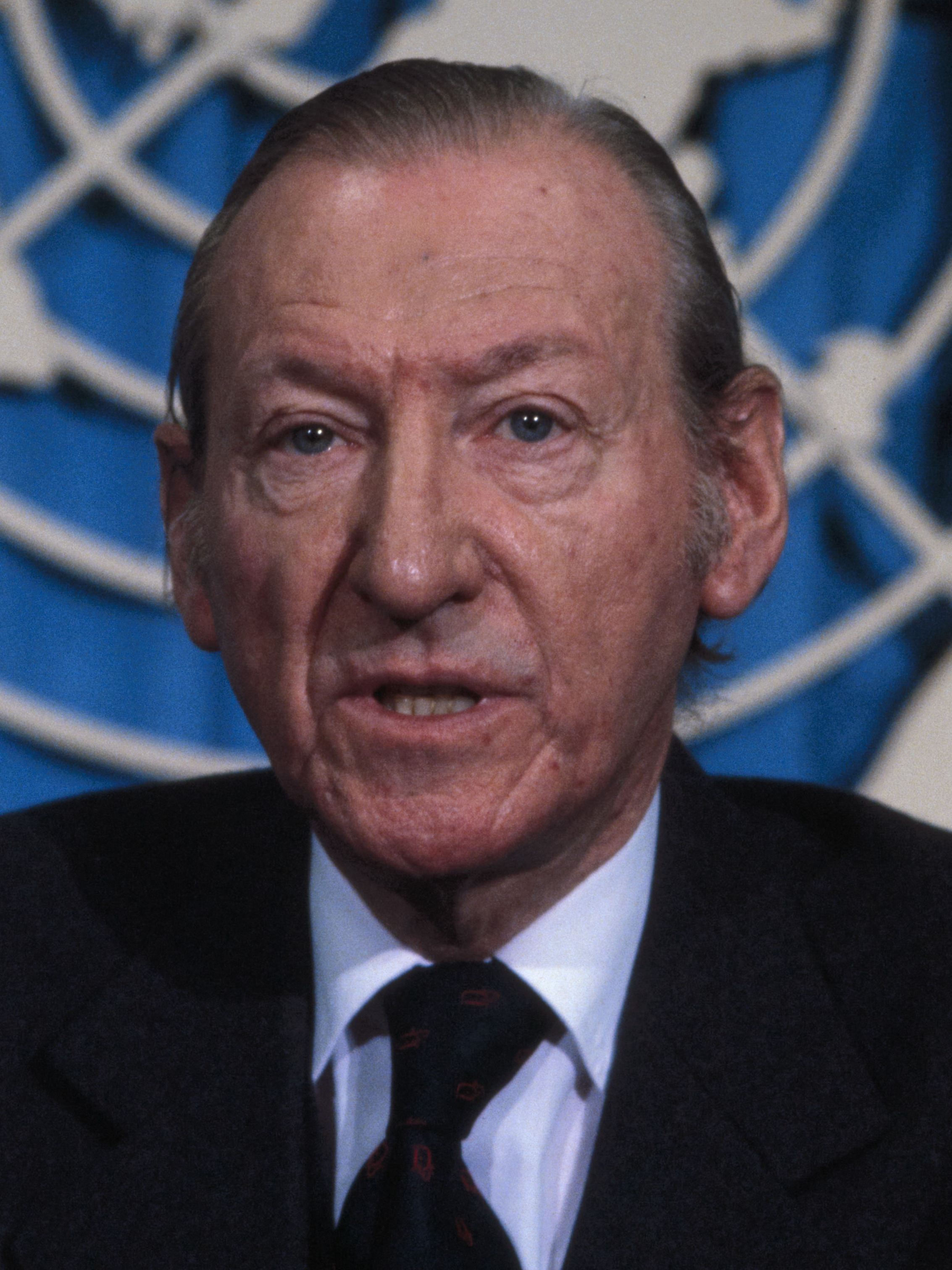
Kurt Waldheim 8. Juli 1986 – 8. Juli 1992
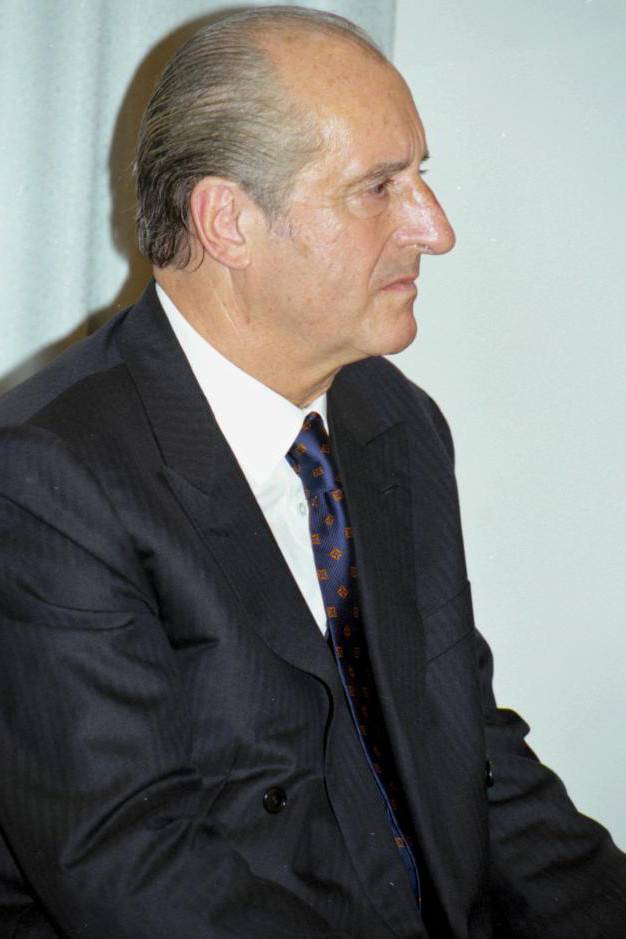
Thomas Klestil 8. Juli 1992 – 6. Juli 2004

### ÖVP-Bundeskanzler

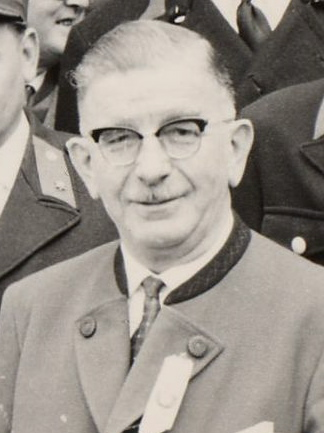
Leopold Figl 20. Dezember 1945 – 2. April 1953
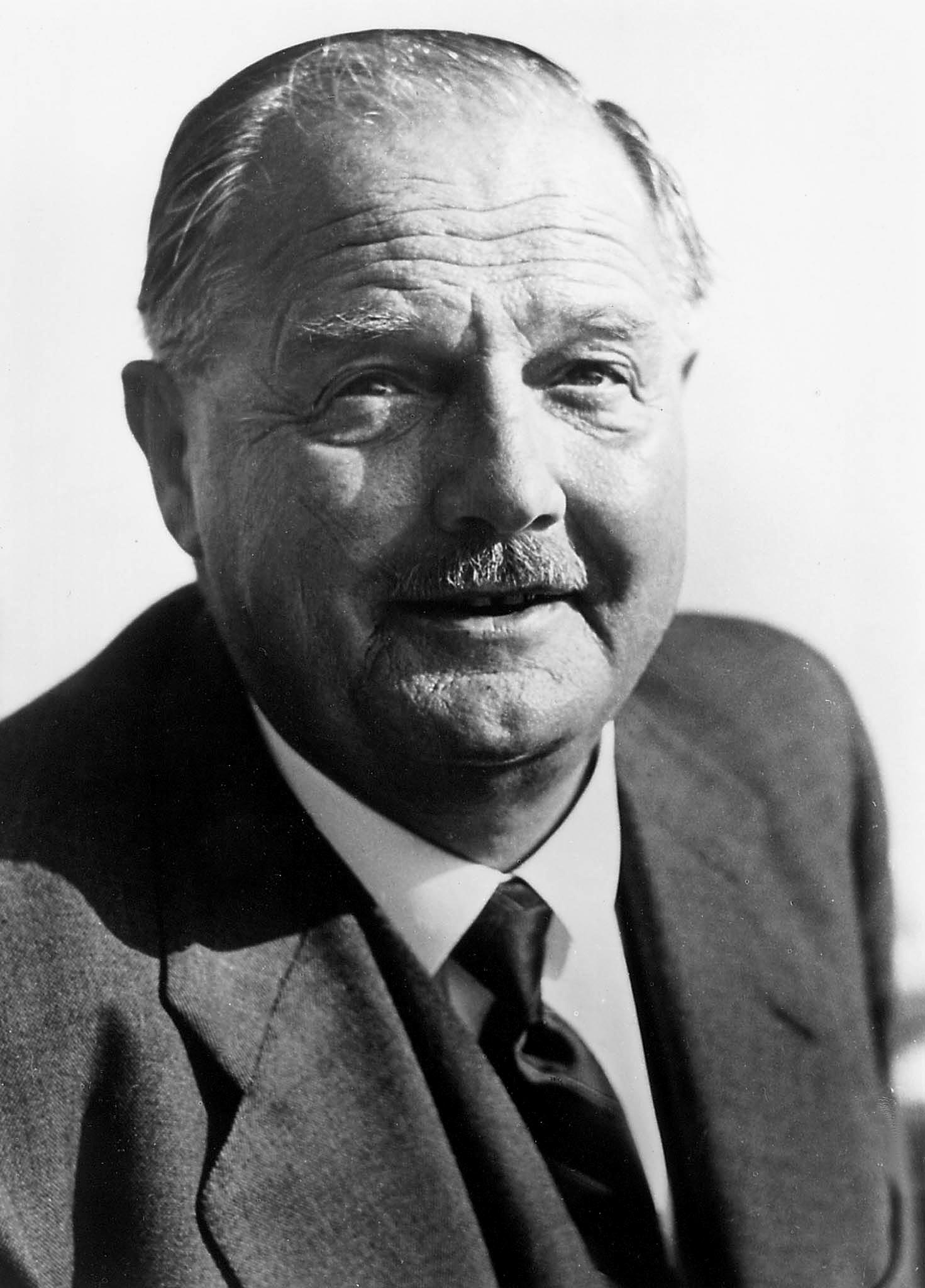
Julius Raab 2. April 1953 – 11. April 1961
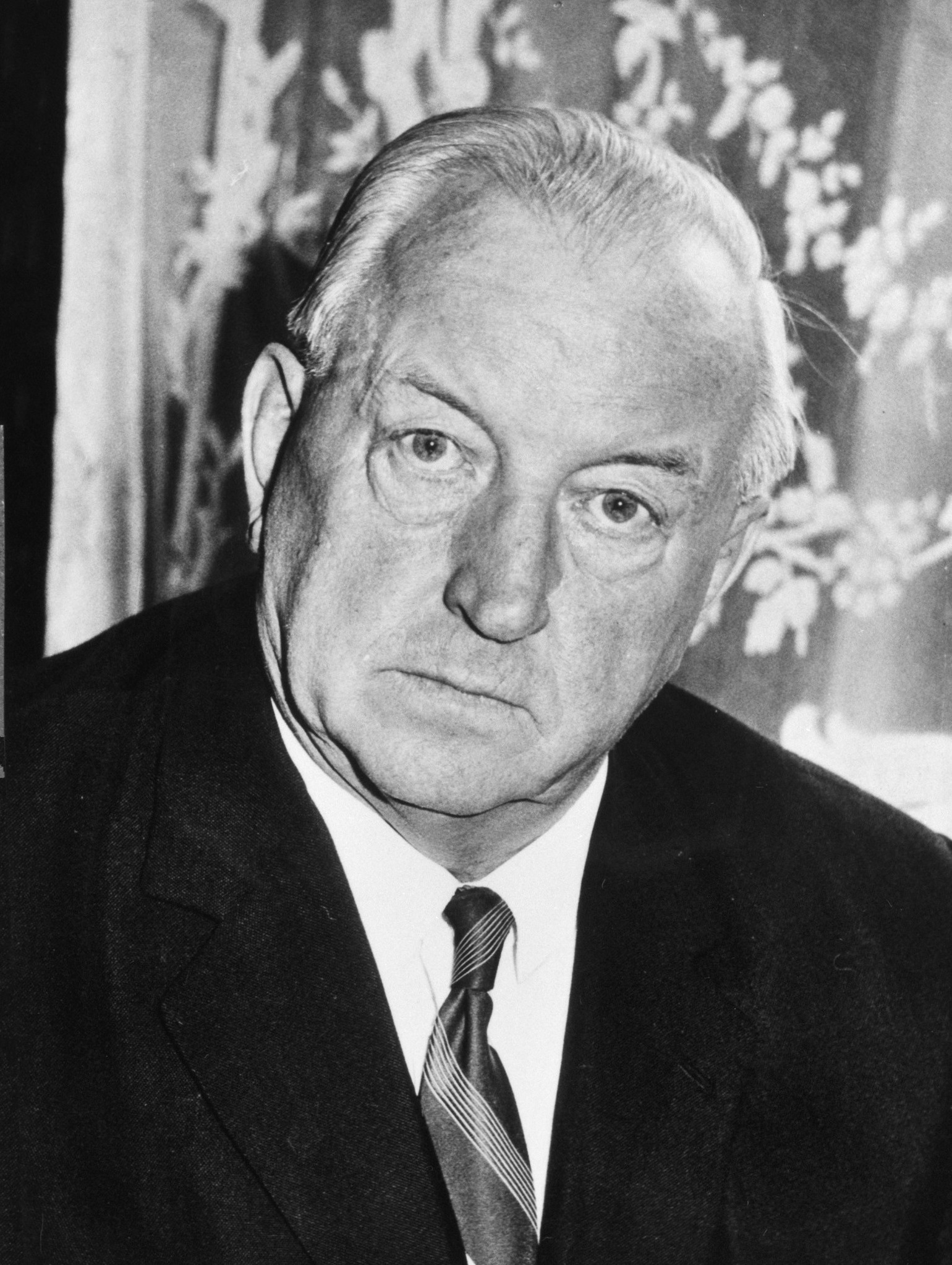
Alfons Gorbach 11. April 1961 – 2. April 1964
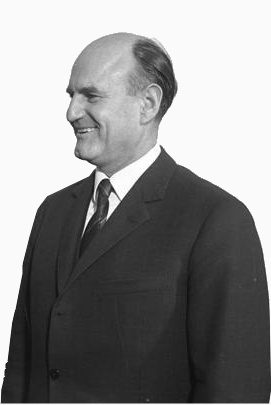
Josef Klaus 2. April 1964 – 21. April 1970
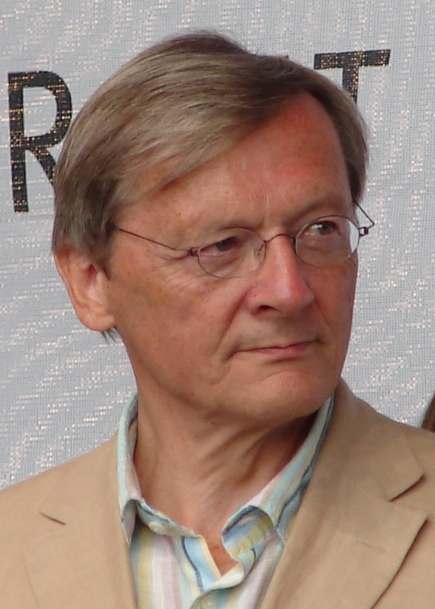
Wolfgang Schüssel 4. Februar 2000 – 11. Jänner 2007
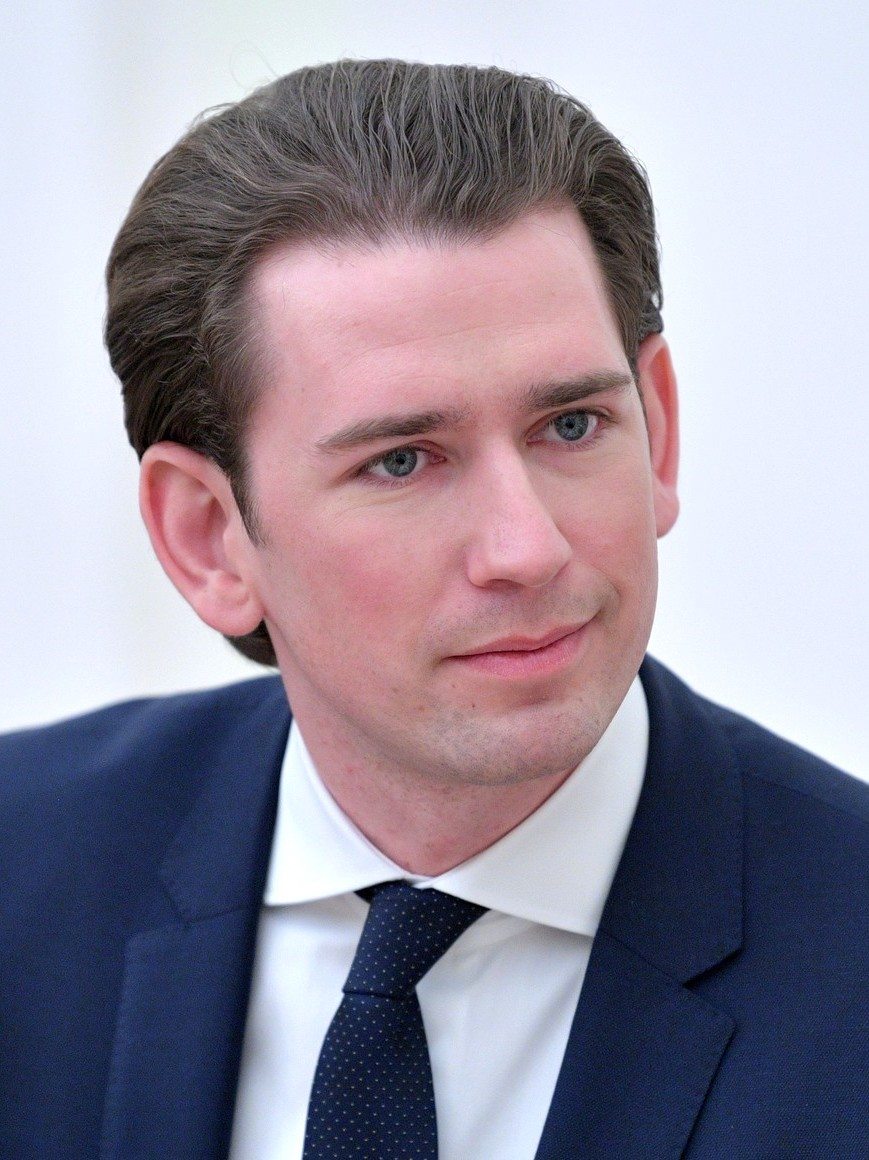
Sebastian Kurz 18. Dezember 2017 – 28. Mai 2019 7. Jänner 2020 – 11. Oktober 2021
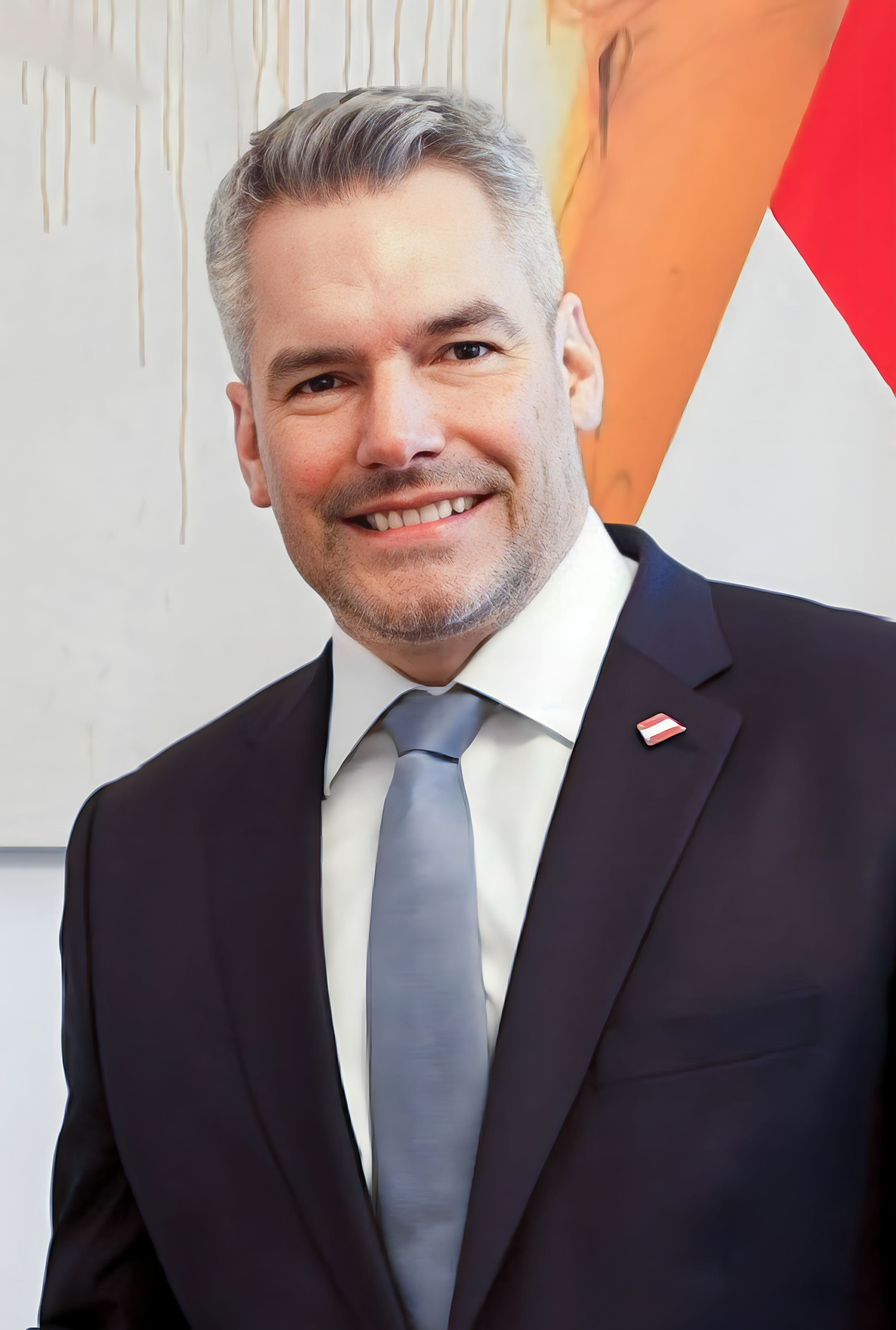
Karl Nehammer 6. Dezember 2021 – 10. Jänner 2025
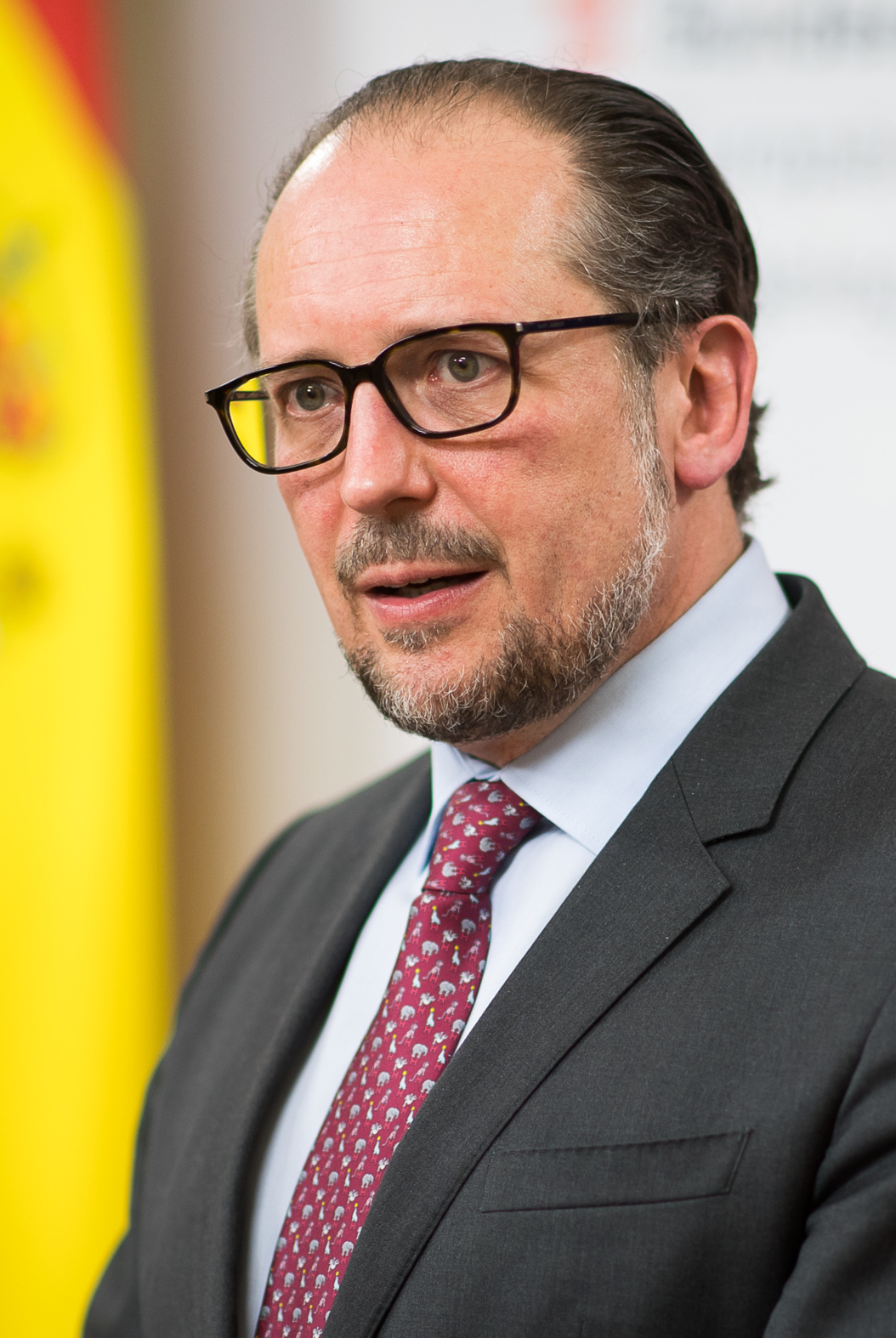
Alexander Schallenberg 11. Oktober 2021 – 6. Dezember 2021 10. Jänner 2025 – 3. März 2025
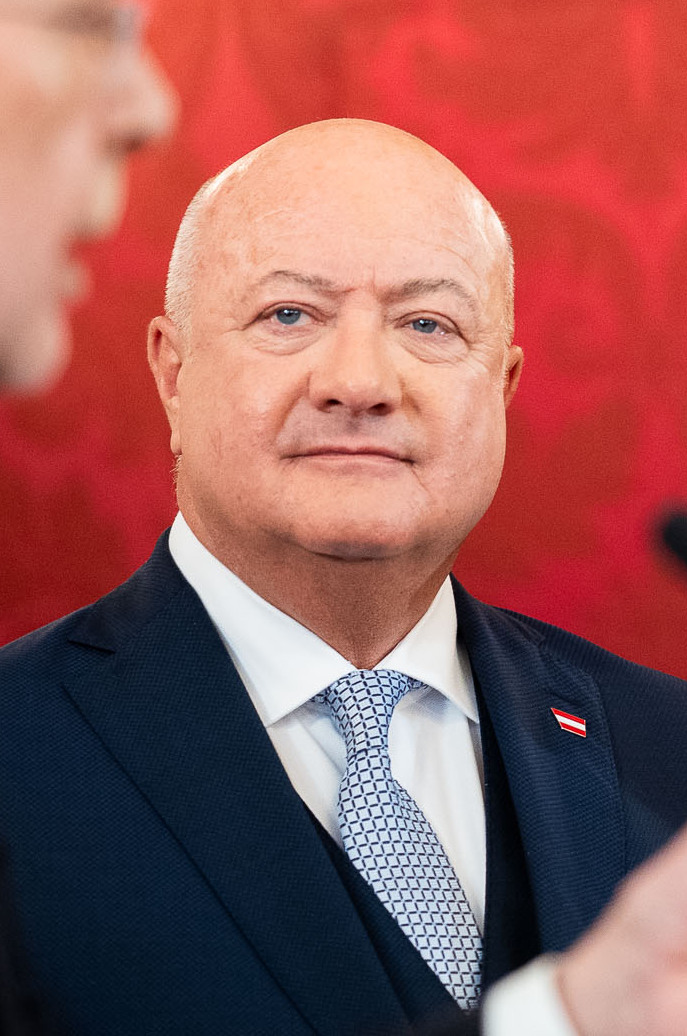
Christian Stocker seit 3. März 2025

### ÖVP-Generalsekretäre seit 1945
Der Generalsekretär der ÖVP leitet die organisatorischen Belange der Bundespartei, hält Kontakte mit den Landesparteileitungen der Bundesländer und plant Informations- und Wahlkampagnen. Im politischen Alltag ist er für die Presseaussendungen und die Reaktionen auf Äußerungen anderer Parteien zuständig.
- 1945–1951 Felix Hurdes
- 1951–1960 Alfred Maleta
- 1960–1970 Hermann Withalm
- 1970–1971 Karl Schleinzer
- 1971–1975 Herbert Kohlmaier
- 1975–1976 Erhard Busek
- 1976–1982 Sixtus Lanner
- 1982–1987 Michael Graff
- 1987–1990 Helmut Kukacka
- 1990–1991 Raimund Solonar
- 1991–1993 Ferdinand Maier
- 1991–1995 Ingrid Korosec
- 1993–1994 Wilhelm Molterer
- 1995–1999 Othmar Karas
- 1999–2003 Maria Rauch-Kallat
- 2003–2007 Reinhold Lopatka
- 2007–2008 Hannes Missethon
- 2008–2011 Fritz Kaltenegger
- 2011–2013 Johannes Rauch
- 2013–2015 Gernot Blümel
- 2015–2016 Peter McDonald
- 2016–2017 Werner Amon
- 2017 Elisabeth Köstinger
- 2017–2018 Stefan Steiner
- 2018–2020 Karl Nehammer[54]
- 2020–2021 Axel Melchior[55]
- 2022 Laura Sachslehner[56][57]
- 2022–2025 Christian Stocker[58]
- 2025 Alexander Pröll[59]
- seit 2025 Nico Marchetti[60]

Bundesgeschäftsführer
- ab 2017: Axel Melchior[61]
- 2022–2025: Alexander Pröll[56]
- seit 2025: Dominik Ramusch[62]

## Organisationsstruktur

Länder, in denen die ÖVP im Landtag vertreten ist
als Mitglied der Landesregierung und den Landeshauptmann stellt.
als Mitglied der Landesregierung
als Oppositionspartei

Die ÖVP ist sowohl territorial als auch funktional gegliedert. Territorial folgt sie den staatlichen Gliederungsebenen der Länder, politischen Bezirke und zum Teil auch der Gerichtsbezirke und Gemeinden. Funktional weist sie eine bündisch gegliederte Struktur auf.
Eine ÖVP-Mitgliedschaft wird meist durch Mitgliedschaft bei einer der Teilorganisationen erworben. Ein direkter Beitritt ist laut Parteistatut über eine „Direktmitgliedschaft“ bei einer der neun Landesparteien möglich; dies kommt in der Praxis jedoch nur selten vor. Die Direktmitglieder sind aufgrund ihrer geringen Anzahl keine relevante Gruppe im innerparteilichen Machtgefüge.
Das Verhältnis zwischen Gesamtpartei und Teilorganisationen ist Gegenstand vieler Reformversuche und Auseinandersetzungen, da die Teilorganisationen oft gegensätzliche Interessen vertreten und ein geschlossenes Erscheinungsbild der Partei nach außen erschweren.

### Landesorganisationen
| Landesverband    | Landesverband    | Landesparteiobmann/frau | Ergebnis der letzten Wahl des Landesparlaments | Ergebnis der Nationalratswahl 2024 |
| ---------------- | ---------------- | ----------------------- | ---------------------------------------------- | ---------------------------------- |
| Burgenland       | Burgenland       | Christian Sagartz       | 22,0 % (2025)                                  | 28,6 %                             |
| Kärnten          | Kärnten          | Martin Gruber           | 17,0 % (2023)                                  | 20,8 %                             |
| Niederösterreich | Niederösterreich | Johanna Mikl-Leitner    | 39,9 % (2023)                                  | 29,9 %                             |
| Oberösterreich   | Oberösterreich   | Thomas Stelzer          | 37,6 % (2021)                                  | 26,4 %                             |
| Salzburg         | Salzburg         | Karoline Edtstadler     | 30,1 % (2023)                                  | 31,6 %                             |
| Steiermark       | Steiermark       | Manuela Khom            | 26,8 % (2024)                                  | 27,0 %                             |
| Tirol            | Tirol            | Anton Mattle            | 34,7 % (2022)                                  | 31,0 %                             |
| Vorarlberg       | Vorarlberg       | Markus Wallner          | 38,3 % (2024)                                  | 29,1 %                             |
| Wien             | Wien             | Markus Figl             | 9,65 % (2025)                                  | 17,4 %                             |

### Teilorganisationen
Die ÖVP gliedert sich weiters in sechs Teilorganisationen:
- Junge ÖVP (auch als Junge Volkspartei oder kurz JVP bezeichnet)
- Österreichischer Wirtschaftsbund (ÖWB)
- Österreichischer Bauernbund
- ÖVP Frauen
- Österreichischer Arbeitnehmerinnen- und Arbeitnehmerbund (besser bekannt als ÖAAB)
- Österreichischer Seniorenbund

Die Bünde sind laut Eigendarstellung selbstständige Organisationen und unter anderem aufgrund ihrer finanziellen Stärke weitgehend autonom. Der österreichische Rechnungshof geht jedoch in einem 2022 eröffneten Verfahren davon aus, dass die Bünde als Vereine der Partei zuzurechnen sind. Ordentliche Mitglieder der Bünde sind entsprechend dem Parteistatut gleichzeitig ÖVP-Mitglieder.

### Nahestehende Organisationen
„Nahestehende Verbände“
Das Bundespartei-Organisationsstatut verwendete bis zur Fassung von 2007 den Begriff „nahestehende Verbände“ für „Organisationen, welche die Grundsätze der ÖVP vertreten und mit der Partei in einer politischen Interessensgemeinschaft stehen“. Diese bedurften der Anerkennung durch den Bundesparteivorstand und waren in den Organen der ÖVP durch Funktionäre vertreten, die auch Parteimitglieder sein mussten. Das Bundespartei-Organisationsstatut von 2015 sieht keine „nahestehenden Verbände“ mehr vor, es gibt sie jedoch noch zum Teil in den Statuten der Landesparteien. Zu diesen Organisationen gehören bzw. gehörten:
- Verein „Hilfe im eigenen Land“ (früher „Katastrophenhilfe Österreichischer Frauen“ – KÖF)
- Hilfswerk Österreich
- Österreichische Kinderwelt[65][66][67]
- Österreichischer Akademikerbund (ÖAkB)
- Österreichischer Mieter- und Wohnungseigentümerbund (ÖMB)[68]
- ÖVP Kameradschaft der politisch Verfolgten und Bekenner für Österreich[69]
- Schülerunion (SU)[70]

Nach wie vor im Statut erwähnt wird die Politische Akademie der ÖVP.
Weitere
Einige formal parteiunabhängige Organisationen sind personell und weltanschaulich mit der ÖVP verbunden und werden deshalb gelegentlich als ÖVP-„Umfeld“ oder -„Vorfeldorganisationen“ bezeichnet. Diese sind weitaus zahlreicher und bedeutender als die offiziell nahestehenden Verbände. Meist sind sie in einem bestimmten gesellschaftlichen Bereich parallel zu einem SPÖ-nahen Gegenstück aktiv. Dies ist Ausdruck der in Österreich ausgeprägten politischen Lagerbildung und des Korporatismus.
- Aktionsgemeinschaft (AG)
- Alois-Mock-Institut, ein von Wolfgang Sobotka gegründeter Thinktank[73][74]
- Fraktion Christlicher Gewerkschafter (FCG) im ÖGB
- Kartellverband katholischer nichtfarbentragender akademischer Vereinigungen Österreichs (ÖKS)
- Katholische Arbeitnehmer-Bewegung (KAB)[72]
- Katholische Frauenbewegung Österreichs (kfb)[72]
- Katholische Lehrerschaft Österreichs
- Kolpingwerk[72][75]
- Landjugend[72][76]
- Mittelschüler-Kartell-Verband (MKV)
- Österreichischer Alpenverein (ÖAV)[77][78]
- Österreichischer Automobil-, Motorrad- und Touring Club (ÖAMTC)[78][79]
- Österreichischer Cartellverband (ÖCV)[80]
- Österreichisches Jugendherbergswerk (ÖJHW)
- Sportunion
- Verband farbentragender Mädchen (VfM)
- Vereinigung christlicher Lehrerinnen und Lehrer an höheren und mittleren Schulen Österreichs (VCL)
- Vereinigung christlicher farbentragender Studentinnen in Österreich (VCS)

## Parteiorgane der ÖVP
Seit März 2005 besitzt die ÖVP mit dem Neuen Volksblatt (Oberösterreich) nur noch eine regionale Parteizeitung, bis zu diesem Zeitpunkt war auch die Salzburger Volkszeitung in Parteibesitz. Beide Zeitungen spielen in den jeweiligen Bundesländern nur eine untergeordnete Rolle am Tageszeitungsmarkt.
Am 24. Februar 2021 veröffentlichte die ÖVP als Herausgeberin den Online-Blog Zur-sache.at mit Chefredakteur Claus Reitan. Als Reaktion auf die Gründung des Blogs titelte der Kurier: „Renaissance der Parteimedien“. Die Salzburger Nachrichten sprechen von „Parteizeitung neu“. Puls 24 kritisierte den Blog, als dieser über Leaks von Regierungsinsidern bezüglich einer Gastronomie-Öffnung während der COVID-19-Pandemie 2021 schrieb. Tatsächlich wären Beratungen zu einer schrittweisen Gastro-Öffnung der Öffentlichkeit bereits bekannt gewesen. Für Puls 24 entstehe der Eindruck, dass die ÖVP-Regierungspartei notfalls offenbar selbst im eigenen Parlamentsklub anrufen würde, um Informationen vermeintlich zu leaken. Zur-sache.at selbst hat den entsprechenden Blogeintrag danach gelöscht.

## Bekannte Mitglieder
- siehe Kategorie:ÖVP-Mitglied